# Olympische Jugend-Sommerspiele 2018/Teilnehmer (Namibia)
| Gelbes Symbol für Goldmedaillen mit stilisierten Olympischen Ringen | Graues Symbol für Silbermedaillen mit stilisierten Olympischen Ringen | Braundes Symbol für Bronzemedaillen mit stilisierten Olympischen Ringen |
| ------------------------------------------------------------------- | --------------------------------------------------------------------- | ----------------------------------------------------------------------- |
| —                                                                   | —                                                                     | —                                                                       |

Namibia nahm an den Olympischen Jugend-Sommerspielen 2018 in Buenos Aires in drei Sportarten mit 11 Athleten teil.
Erstmals gewann mit Quinn Reddig im Bogenschießen eine namibische Sportlerin eine Medaille, die allerdings nicht in die Medaillenbilanz der Nation mit einfloss, da diese in einer gemischten Mannschaft gewonnen wurde.

## Teilnehmer nach Sportarten

### Bogenschießen
| Athleten                    | Wettbewerb | Sechzehntelfinale                        | Sechzehntelfinale | Achtelfinale                                | Achtelfinale | Viertelfinale                      | Viertelfinale | Halbfinale                                | Halbfinale | Finale / Platz 3                       | Finale / Platz 3 | Rang   |
| Athleten                    | Wettbewerb | Gegner                                   | Ergebnis          | Gegner                                      | Ergebnis     | Gegner                             | Ergebnis      | Gegner                                    | Ergebnis   | Gegner                                 | Ergebnis         | Rang   |
| --------------------------- | ---------- | ---------------------------------------- | ----------------- | ------------------------------------------- | ------------ | ---------------------------------- | ------------- | ----------------------------------------- | ---------- | -------------------------------------- | ---------------- | ------ |
| Mädchen                     |            |                                          |                   |                                             |              |                                    |               |                                           |            |                                        |                  |        |
| Quinn Reddig                | Einzel     | Stefany Jerez                            | 6:5               | Rebecca Jones                               | 3:7          | –                                  | –             | –                                         | –          | –                                      | –                | 9      |
| Mixed                       |            |                                          |                   |                                             |              |                                    |               |                                           |            |                                        |                  |        |
| Quinn Reddig Trenton Cowles | Mixed      | Alexandra Voropayeva / Alejandro Benitez | 6:0               | Valentina Vazquez Cadena / Alikhan Mustafin | 6:2          | Kang Jin Hwa / Carlos Vaca Cordero | 6:2           | Kyla Touraine-Helias / Jose Manuel Solera | 3:5        | Platz 3: Rebecca Jones / Tang Chihchun | 5:3              | Bronze |

### Hockey
| Wettbewerb         | Mädchen |
| ------------------ | --- |
| Athleten           | Kiana Cormack Sonet Crous Jahntwa Kruger Danja Meyer Taramarie Myburgh Kaela Schimming Carien van Rooyen Jeane van Rooyen Celé Wessels |
| Gruppenphase       | Volksrepublik China 0:8 Australien 4:3 Mexiko 2:2 Polen 0:1 Simbabwe 3:3                                                               |
| Viertelfinale      | Argentinien 0:3 |
| Platzierungsspiele | Mexiko 1:5 (5./6.) Polen 1:3 (7./8.)                                                                                                   |
| Platzierung        | 8 |

### Turnsport

#### Rhythmische Sportgymnastik
| Athletinnen    | Wettbewerb | Qualifikation | Qualifikation | Finale | Finale | Rang |
| Athletinnen    | Wettbewerb | Punkte        | Rang          | Punkte | Rang   | Rang |
| -------------- | ---------- | ------------- | ------------- | ------ | ------ | ---- |
| Mädchen        |            |               |               |        |        |      |
| Thalia Loveira | Trampolin  | 83.530        | 11            | –      | –      | 11   |

#### Sportartenübergreifendes Team Event
| Athleten | Akrobatik | Turnen | Rhythmische Sportgymnastik | Trampolinturnen | Gesamt | Gesamt |
| Athleten | Punkte    | Punkte | Punkte                     | Punkte          | Punkte | Rang   |
| --- | --------- | ------ | -------------------------- | --------------- | ------ | ------ |
| Mixed |           |        |                            |                 |        |        |
| Team Hellgrün Arina Yulusheva Nikolai Jewdokimow Nguyễn Văn Khánh Phong Vlada Rakovič Oļegs Ivanovs Lisa Conradie Olivia Araujo Emma Selvin Lee Soyun Jennifer Rivera Antonella Genuzio Iwan Litwinowitsch Thalia Loveira | 30        | 274    | 173                        | 25              | 492    | 12     |